# Трёхкомпонентная модель приверженности организации
Трёхкомпонентная модель приверженности организации (англ. A Three-Component Model of Organizational Commitment ) — модель приверженности сотрудников организации, разработанная канадскими исследователями Университета Западного Онтарио Джоном Мейером и Натали Аллен в рамках организационной психологии.

## Компоненты модели
1. Аффективная приверженность (англ. affective commitment) — включает эмоциональную привязанность работника к организации, его идентификацию с организацией и вовлечённость в её внутренние процессы. Как правило, работники с высоким уровнем развития аффективной приверженности воспринимают часть компании как «семью»[1] и продолжают работать в ней, потому что хотят, желают этого. Аффективная приверженность повышается за счёт взаимного обмена материальных и нематериальных ценностей между членом организации и самой организацией.
2. Приверженность, ориентированная на последствия (англ. continuance commitment) — апеллирует к осознанию сотрудником «цены» тех последствий, которые повлечет за собой его уход из организации. Если работника в большей степени связывает с компанией именно этот компонент приверженности, это означает, что он продолжает работать в организации, потому что величина тех средств, которые бы пришлось затратить в случае ухода, слишком высока (переезд, изменение социального статуса, утрата социальных связей и т. п.). Такие работники чувствуют, что им нужно работать в данной организации.
3. Нормативная приверженность (англ. normative commitment) — показывает, с одной стороны, в какой степени сотрудник привержен организации на основе собственных моральных норм, ценностей. С другой стороны, нормативная приверженность отражает чувство долга работника перед компанией, возникшее у него в результате тех или иных действий, которые были совершены , ценности, которые он приобрел за время работы в организации. Сотрудники с высоким уровнем развития нормативной приверженности остаются в компании, потому что чувствуют, что они должны в ней работать.[2]

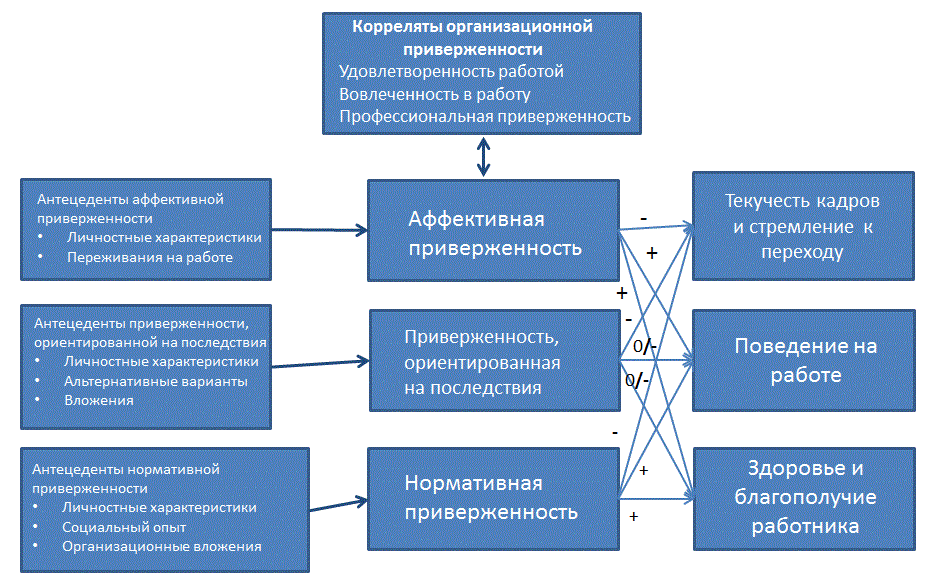
Трёхкомпонентная модель приверженности организации

## История
Первые два компонента модели были выделены психологами в 1984 году, а нормативная приверженность — только в 1990-м. Дж. Мейер и Н. Аллен считают, что все три компонента приверженности в той или иной мере развиты у работников, и их организационное поведение определяется их взаимным влиянием. Большое значение для организационной психологии имеет то, как влияют компоненты приверженности на другие факторы, связанные с рабочим персоналом: уход из организации, абсентеизм, работа «в рамках» и «вне» должностных инструкций, удовлетворенность работой. В частности, в более поздних исследованиях Дж. Мейер применял трехкомпонентную модель приверженности для изучения связи приверженности организации и благополучия работника, его устойчивости к факторам стресса.
Трёхкомпонентная модель приверженности организации Мейера и Аллен признаётся доминирующей в исследованиях в области организационной приверженности.

## Недостатки модели
В статье 1991 года Дж. Мейер и Н. Аллен отмечают следующие минусы трёхкомпонентной модели приверженности организации:
1. Предложенная модель не охватывает всех существующих исследований в области приверженности сотрудников организации;
2. Существуют сложности в оценке отдельных компонентов приверженности — их вклада в общий уровень приверженности и влияния на другие показатели организационного поведения. Действие компонентов на приверженность работника может быть «смешанным», и важно учитывать это при интерпретации результатов исследований.

Кроме того, по мнению исследователей Маастрихтского Университета Омара Солинджера, Вуди Олффена и Роберта Ро, модель приверженности организации должна отражать отношение работника к организации в целом, в то время как компоненты модели Мейера и Аллен — нормативная приверженность и приверженность, ориентированная на последствия — отражают скорее поведенческие особенности работников по отношению к организации: продолжать работу в компании или же уйти из неё. В связи с этим в своей статье «За пределами Трёхкомпонентной модели приверженности организации»  они предлагают использовать данную модель для изучения и анализа текучести кадров, тогда как приверженность можно было бы исследовать с помощью другой модели, по мнению авторов, модели приверженности Игли и Чейкена (англ. Eagly and Chaiken’s model).
О недостатках модели говорят в своём критическом обзоре и психологи из Университета Малайя, Малайзия, Женг ВейБо, Шаран Каур, а также китайский психолог Вей Юн. Ссылаясь на статью исследователей из Южной Кореи «Оценка трёхкомпонентной модели организационной приверженности Мейера и Аллен в Южной Корее», они указывают на то, что Мейер и Аллен не дают точного определения приверженности, которое охватывало бы все три компонента модели. Они просто отмечают, что все три компонента объединяет некое «психологическое состояние», позволяющее сотруднику установить связь с организацией. Однако, что именно подразумевается под этим «психологическим состоянием», остается неясным. Множественная критика высказывается и в адрес нехватки эмпирического материала, который подтверждал бы обоснованность выделения нормативной приверженности. Анализ результатов опросников показывает высокую корреляцию данного компонента с компонентом аффективной приверженности, возникает «перекрытие», ставящее под сомнение надежность модели.